# Andrzej Mazurowicz
Andrzej Mazurowicz (ur. 28 sierpnia 1936 w Poznaniu) – polski zawodnik i trener wioślarstwa, polityk, działacz związkowy i opozycyjny w okresie PRL.

## Życiorys
Syn Adama i Józefy, jego ojciec spędził okres okupacji w niemieckim obozie jenieckim. W wieku 15 lat przerwał naukę z powodu trudnej sytuacji materialnej rodziny. Ostatecznie w 1969 ukończył Technikum Mechaniczno-Elektryczne w Bydgoszczy. Przez wiele lat zawodnik i następnie trener wioślarstwa, wielokrotny mistrz Polski oraz uczestnik mistrzostw Europy i świata w wioślarstwie. Od 1959 do 1961 był stypendystą sportowym WKS (startował w „czwórkach” i „ósemkach”). Od 1969 członek Regionalnego Towarzystwa Wioślarskiego Bydgostia Bydgoszcz, od 1973 pracownik Kolejowego Klubu Wioślarskiego (później RTW Bydgostia). W latach 1988–2000 członek zarządu tego klubu, później szef sądu koleżeńskiego. Zajął się działalnością trenerską, trenował m.in. medalistów mistrzostw Europy i świata (juniorów i seniorów), w tym Alfonsa Ślusarskiego i Jerzego Brońca.
W latach 1951–1957 pracownik Zakładów Metalowych im. Józefa Stalina (później im. Hipolita Cegielskiego), Poznańskiej Fabryki Maszyn Żniwnych oraz PoWoGaz Produkcji Wodomierzy i Gazomierzy, następnie do 1958 odbywał zasadniczą służbę wojskową. 28 czerwca 1956 uczestniczył w protestach, został postrzelony w nogę (sprawca tego postrzału został zabity przez protestujących). W późniejszych latach przeniósł się do Bydgoszczy, od 1962 pracował kolejno w Przedsiębiorstwie Remontowo-Montażowym Handlu Wewnętrznego w Bydgoszczy, Wojewódzkim Zjednoczeniu Przedsiębiorstw Handlowych, Wojewódzkim Przedsiębiorstwie Handlu Spożywczego. Od 1976 do 1980 zatrudniony w WSS „Społem”, od 1981 w Zakładach Remontowo-Budowlanych „Społem” (w 1985 degradacja). W latach 1986–1989 pracownik Przedsiębiorstwa Zagranicznego Porta.
W 1980 przystąpił do NSZZ „Solidarność”, został przewodniczącym Komisji Zakładowej, członkiem Komisji Krajowej Kultury Fizycznej i Sportu oraz przewodniczącym Komisji Regionalnej Kultury Fizycznej i Sportu. W 1981 był delegatem na Wojewódzki Zjazd Delegatów Województwa Bydgoskiego, w tym samym roku kierował komitetem strajkowym w miejscu pracy. 13 grudnia 1981 aresztowany na 24 godziny. Po wybuchu stanu wojennego lider Robotniczej Służby Samoobrony sygnującej ulotki „anty-WRON”, należał też do lokalnej grupy Komitetu Oporu Społecznego. Od 1982 był współorganizatorem Tymczasowej Komisji Koordynacyjnej Regionu Bydgoskiego, zajmującej się koordynacją manifestacji i rozprowadzania podziemnej prasy. W latach 1982–1984 i 1985–1989 zaangażowany w nielegalną działalność wydawniczą: autor tekstów, redaktor, wydawca, drukarz oraz kolporter „Informatora Bydgoskiego”. Uczestniczył w spotkaniach lokalnych duszpasterstw (w tym Klubu Inteligencji Katolickiej), współorganizował Msze za Ojczyznę i Tygodnie Kultury Chrześcijańskiej. 25 listopada 1984 został aresztowany, przetrzymywano go w WUSW i Areszcie Śledczym w Bydgoszczy. 5 sierpnia 1985 skazany przez Sąd Rejonowy w Bydgoszczy na 2 lata więzienia w zawieszeniu na 3 lata oraz 100 tysięcy zł grzywny. Przez wiele lat poddawany rozpracowywaniu przez służby PRL.
Od 1988 do 1989 członek Komitetu Obywatelskiego „Solidarności”, przewodniczył zespołowi ds. ochrony środowiska. Został członkiem Komitetu Zakładowego w Zakładach Naprawczych Taboru Kolejowego oraz sekretarzem Zarządu Regionu Bydgoskiego, pomiędzy 1989 a 1997 delegat na wojewódzkie i krajowe zjazdy delegatów. Należał także do Krajowej (1991–1995) i Regionalnej Komisji Rewizyjnej. Został członkiem Komitetu Zakładowego w RS Astoria, a w 2005 skarbnikiem Krajowego Stowarzyszenia Kultury Zdrowotnej i Sportu „Solidarności”. Został członkiem i rzecznikiem dyscyplinarnym Stowarzyszenia Osób Represjonowanych i Internowanych w Stanie Wojennym „Przymierze”. W 1995 przeszedł na emeryturę.
W wyborach parlamentarnych w 1993 otwierał bydgoską listę okręgową Komitetu Wyborczego NSZZ „Solidarność”. W późniejszych latach należał do Ruchu Społecznego i Akcji Wyborczej Solidarność (1997–2004), w 2001 ponownie kandydował do Sejmu. W 2004 przystąpił do Prawa i Sprawiedliwości. W 2006 kandydował do bydgoskiej rady miejskiej z ramienia KWW Jana Rulewskiego.

## Odznaczenia
Odznaczony m.in. Złotą Odznaką „Zasłużony Działacz Kultury Fizycznej” (1993), Złotym Krzyżem Zasługi (1998), Odznaką „Zasłużony Działacz Kultury”, Krzyżem Kawalerskim (2001) i Oficerskim (2009) Orderu Odrodzenia Polski oraz Krzyżem Wolności i Solidarności (2011). Otrzymał także: Medal Zasłużony dla NSZZ „Solidarność” (2000), Krzyż Semper Fidelis (2005), Medalem Prezydenta Bydgoszczy (2005), Medalem Wojewody Kujawsko-Pomorskiego (2006) i Medalem Kazimierza Wielkiego (2017).